# Compin
 (janvier 2022).
Si vous disposez d'ouvrages ou d'articles de référence ou si vous connaissez des sites web de qualité traitant du thème abordé ici, merci de compléter l'article en donnant les références utiles à sa vérifiabilité et en les liant à la section « Notes et références ».
Compin est une société anonyme ayant son siège social à Évreux, dans le département de l'Eure en Normandie.
Elle est divisée en trois secteurs : Compin Interior Solutions spécialisé dans l'aménagement intérieur de matériel ferroviaire et de cabine de train, Compin Seats spécialisé dans la conception de siège et Compin Bus & Service dans l'univers du bus ainsi que le service après-vente.

## Histoire

### Les débuts
Compin a été fondée en 1902, elle fournissait alors des sièges de train. Elle a ensuite élargi son offre à la conception et la fourniture de systèmes d’aménagements intérieurs pour les transports publics.

### Entre-deux-guerres
La période d'entre-deux-guerres est décisive pour Compin.
La société fait du ferroviaire son activité principale aux côtés des sièges de bus.
Elle étend son champ d'action également aux sièges d'avion et de spectacle. À cette époque, Compin annonce d'ores et déjà plus de deux millions de sièges en service.
Un tissu moleskine est-il utilisé après un traitement d'enduction sur toile avec de l'huile de lin. C'est pour remplacer ce produit fragile, ancêtre du simili cuir actuellement répandu, que Compin développe le tissage en rotin.

### Les 30 Glorieuses

#### Après-guerre
En 1956-1957, les trains Paris-Nice Mistral sont autorisés à rouler à 150 km/h sur plus de la moitié de leur parcours. Le Mistral est alors le train le plus rapide d'Europe. C'est la période que choisit Compin pour racheter le fonds de commerce ferroviaire de Bertrand Faure[Quoi ?]. À la même époque, la fabrication des couchettes prend de l'ampleur.
Les commandes parviennent à l'entreprise par séries de 10 à 20 voitures.
Une tendance lourde se confirme par ailleurs : les constructeurs externalisent désormais la conception comme la fabrication de leurs sièges auprès de spécialistes pour se concentrer sur leur cœur de métier.

#### Les arts ménagers
Les années 1950 tirent à leur fin, la SNCF et ses filiales la SCETA et le Sernam (transport de colis) préfèrent exploiter certaines zones par la route : des camions centralisent les marchandises vers des gares spécialement sélectionnées.
Du côté de Compin, cette année est celle de la création du département des collectivités.
Ses moyens permettent la réalisation et l'équipement de centres universitaires et de maisons de jeunes pour le compte de l'Éducation nationale.
C'est également à cette époque que l'hôtellerie de luxe fait appel aux techniques et conseils de Compin pour la réalisation et l'aménagement de salons, bars, halls et chambres. Figurent aussi, parmi les clients notables de ces années, les grands aéroports et les chambres de commerce.
L’usine de Brionne intègre, en complément des activités déjà évoquées, la fabrication de sièges métalliques, de lits de camp et de lits pliants "gigogne". Ainsi, des produits Compin sont présentés au Salon des arts ménagers.
C'est également à la fin de cette décennie que le design d'aménagement intérieur s'imposera définitivement.
Ce sera l'apprentissage d'une collaboration entre Compin et les grands noms[Qui ?] de cette profession. Ce sera aussi l'occasion de réalisations industrielles difficiles et enrichissantes comme le premier siège pour les rames automotrices Z 6400 à coque emboutie avec MBD Design, ou le premier siège en fonderie d'aluminium sous pression du TGV Atlantique avec Roger Tallon.
L'entreprise sera de nouveau sollicitée à l'aube des années 1980 avec l'apparition des premiers revêtements anti-vandalisme.

### International
Au début des années 1960, Jean-Louis Danton[Quoi ?] élabore une stratégie commerciale tournée vers l'exportation.
Pour cela, il prend en compte la dimension politique des marchés ferroviaires nationaux et, notamment,verone l'attachement des États à leur chemin de fer[pas clair]. Dans cette logique, Compin opte pour des accords de coopération avec des partenaires locaux et des implantations directes comme en Italie puis au Benelux.
Ainsi, en s'appuyant sur les constructeurs français dont le savoir-faire est mondialement reconnu, Compin fera ses premiers pas dans plusieurs pays.

#### Époque des couchettes
Pour financer ces nouvelles installations, la société Bianchi Compin connaît des difficultés qui ne sont résolues qu'avec le soutien de Compin et de banques véronaises.
L’usine italienne accueille une soixantaine de personnes.
On y fabrique des couchettes, des lits de wagons-lits et des sièges ferroviaires, notamment pour les trains de banlieue. Maurice Cuq, alors le bras droit de Jean-Louis Danton jusqu'à son départ en 1986, collaborera étroitement avec Alexandra Bianchi, administrateur délégué de l'entreprise.
Après 1986, M. Danton lui demandera alors de demeurer administrateur de Bianchi Compin, ce qu'il fait jusqu'en 1991, date à laquelle Compin revend ses parts à la famille Bianchi.

#### Compin Seating: une expérience américaine
Après avoir vécu une première expérience aux États-Unis, à partir de 1986 au travers d'un accord de licence avec la société Artcraft de Milwaukee (Wisconsin), Compin décide de s'implanter directement sur ce continent.
Pendant un an, Martin Tranié, ingénieur, fera de multiples déplacements aux États-Unis avant de s'installer définitivement à Fort Washington (Pennsylvanie) en 1991.
L'année suivante, la société Compin Seating est alors créée avec un partenaire américain, Laneko Inc.
Aussitôt, les premiers succès commerciaux sont enregistrés[réf. nécessaire] permettant d'introduire des sièges Compin « made in USA » dans les zones géographiques à forte densité de l'est et de l'ouest.
En 1996, le principal client de Compin Seating, Amtrak, mettra fin à cette expérience en stoppant son programme majeur d'industrialisation du "D-Day Seat".

#### Le siège dit «moderne»
Pour les historiens du chemin de fer, le siège ferroviaire moderne est né en 1976, sur les voitures Corail, avec le démarrage du design industriel. À cette période, pour les voitures à couloir central, les designers conçoivent des sièges novateurs, enrobés dans des coques blanches en acier, ressemblant à la matière plastique avec des coloris très divers. Ils agissent autant que les sols et les parois sur l'ambiance globale de l'espace voyageurs. Les détails liés à la fabrication, les vis et autres écrous se font discrets pour laisser place à l'ergonomie, à la forme et aux matières et textures.
Pour d'autres commentateurs de la vie du rail, c'est le TGV Sud-Est, mis en service en 1981, qui signe la naissance du siège moderne car il donne toute sa dimension à l'ergonomie. C'est, en effet, la première fois que la prise en compte d'un modèle du corps humain sert de repère dans les études relatives aux sièges.
En 2015, Bpifrance entre dans le capital de l'entreprise.